# Tipula macrotrichiata
Tipula macrotrichiata là một loài ruồi trong họ Ruồi hạc (Tipulidae). Chúng phân bố ở vùng Tân nhiệt đới.